# Chacayán (distrito)
Chacayán é um distrito do Peru, departamento de Pasco, localizada na província de Daniel Alcides Carrión.

## Transporte
O distrito de Chacayán é servido pela seguinte rodovia
- PE-18, que liga o distrito de Huacho (Região de Lima) à cidade de Ambo (Região de Huánuco)
- PA-102, que liga o distrito de Chaupimarca à cidade de Yanahuanca
- PA-103, que liga o distrito de  Chaupimarca à cidade de Yanahuanca[2][3][4]